# Київський камерний оркестр
Київський камерний оркестр — український камерний оркестр, що базується у Києві. Заснований у 1963 році, з 1972 веде діяльність у складі Національної філармонії України.
Оркестр був заснований Антоном Шароєвим і складався з молодих музикантів. Швидко здобув визнання в масштабах СРСР. Значимим періодом в історії колективу була перша половина 1970-х рр., коли акцент у репертуарі колективу було зроблено на новітній музиці. Оркестр взяв участь у фестивалі «Празька весна», багато гастролював по СРСР, здійснив ряд записів, серед яких «Варіації на тему Бріджа» Б.Бріттена та камерні твори Д. Шостаковича.
З 1991 року головним диригентом та художнім керівником оркестру був маестро Роман Кофман (колишній концертместр оркестру у його першому складі). Цикл концертів «Роман Кофман і його друзі» спонукав до виступів з оркестром таких солістів, як Наталія Ґутман, Володимир Крайнєв, Ґідон Кремер, Ліана Ісакадзе, Ерік Курмангалієв, Маквала Касрашвілі, Олексій Любимов, Сергій Стадлер, Наум Штаркман, Борис Перґаменщіков, Вікторія Лук'янець, Олександр Семчук. У сезоні 1998/1999 оркестр був базовим колективом фестивалю «Гранди мистецтва», що відбувався у Львові.
З 2016 року головним диригентом та художнім керівником оркестру є Микола Дядюра.
Ніколя Кроз з 2018 року є запрошеним диригентом оркестру.

## Художні керівники оркестру
- Антон Шароєв (1963—1969)
- Ігор Блажков (1969—1976)
- Антон Шароєв (1976—1987)
- Аркадій Винокуров (1987—1991)
- Роман Кофман (з 1991-2016)
- Микола Дядюра (з 2016 — головний дирегент)